# French Open 1943 (Badminton)
Die French Open 1943 im Badminton fanden am 3. und 4. April 1943 in der Rue de Saussure in Paris statt. Es war die 15. Auflage des Championats. Die Titelkämpfe hatten durch den Zweiten Weltkrieg erneut eher den Charakter einer nationalen Meisterschaft. Das frischgebackene Ehepaar Henri und Simone Pellizza schied im Halbfinale des Mixeds aus.

## Finalresultate
| Disziplin    | Sieger                         | Finalist                   | Ergebnis           |
| ------------ | ------------------------------ | -------------------------- | ------------------ |
| Herreneinzel | Henri Pellizza                 | Yves Baudoin               | 17-14, 15-3        |
| Dameneinzel  | Yvonne Girard                  | Madeleine Girard           | 12-9, 11-7         |
| Herrendoppel | Michel Marret Henri Pellizza   | Yves Baudoin Guy Baudoin   |                    |
| Damendoppel  | Yvonne Girard Madeleine Girard |                            |                    |
| Mixed        | Michel Marret Madeleine Girard | Yves Baudoin Yvonne Girard | 15-12, 10-15, 15-6 |